# Vernet Sierra de Guadalupe
Vernet Sierra de Guadalupe är en ort i Mexiko.   Den ligger i kommunen Macuspana och delstaten Tabasco, i den sydöstra delen av landet, 700 km öster om huvudstaden Mexico City. Vernet Sierra de Guadalupe ligger 2 meter över havet och antalet invånare är 175.
Terrängen runt Vernet Sierra de Guadalupe är platt. Runt Vernet Sierra de Guadalupe är det ganska tätbefolkat, med 67 invånare per kvadratkilometer. Närmaste större samhälle är Macuspana, 14,1 km sydväst om Vernet Sierra de Guadalupe. Trakten runt Vernet Sierra de Guadalupe består till största delen av jordbruksmark.